# Tommaso Maria Ghilini
Tommaso Maria Ghilini (ur. 5 sierpnia 1718 w Alessandrii, zm. 3 kwietnia 1787 w Turynie) – włoski kardynał.

## Życiorys
Urodził się 5 sierpnia 1718 roku w Alessandrii, jako syn Tommasa Ghiliniego i Francesci Botta-Adorny. Studiował na Uniwersytecie w Turynie, gdzie uzyskał doktorat utroque iure. Następnie został referendarzem Trybunału Obojga Sygnatur i relatorem Świętej Konsulty. 22 grudnia 1759 roku przyjął święcenia diakonatu, a 22 marca 1760 – prezbiteratu. 18 lipca 1763 roku został tytularnym arcybiskupem Rodos, a sześć dni później przyjął sakrę. W latach 1763–1775 był nuncjuszem we Flandrii. 1 czerwca 1778 roku został kreowany kardynałem prezbiterem i otrzymał kościół tytularny San Callisto. Zmarł 3 kwietnia 1787 roku w Turynie.